# Potamogeton amblyophyllus
Potamogeton amblyophyllus är en nateväxtart som beskrevs av Carl Anton von Meyer. Potamogeton amblyophyllus ingår i släktet natar, och familjen nateväxter. Inga underarter finns listade.